# خوان ألونسو زياس
خوان ألونسو زياس (بالإسبانية: Juan Alonso Zayas)‏ هو عسكري إسباني، ولد في 1869 في سان خوان في بورتوريكو، وتوفي في 18 أكتوبر 1898 في بالر في الفلبين بسبب مرض نقص الثيامين.